# Кумушалиева, Сабира Кумушалиевна
Сабира Кумушалиевна Кумушалиева (кирг. Сабира Күмүшалы кызы Күмүшалиева; 19 марта 1917, село Токолдош, Фрунзенская область, Киргизская ССР — 15 сентября 2007, Бишкек, Кыргызстан) — киргизская, советская актриса кино и театра. Герой Кыргызстана (2000). Народная артистка Киргизской ССР (1967). Член КПСС с 1940 года. «Умай Эне» кыргызского народа, обладатель особого знака Кыргызской Республики «Ак-Шумкар» и Герой Кыргызской Республики.

## Биография
Родилась 19 марта 1917 года в селе Токолдош Фрунзенской области Кыргызской ССР в семье крестьян. Отучившись в школе, она поступила во Фрунзенский педагогический техникум. В 1932—1934 годах работала учительницей в начальной школе. С 1934 года — актриса Кыргызского драматического театра. В театре сыграла более 120 ролей.
Помимо театральной деятельности, она также внесла вклад в развитие кыргызского кино, в которое пришла в 1966 и приняла участие в более 20 кинофильмах. В кино с 1957 года, в том числе: «Легенда о ледяном сердце» (1957), «Выстрел на перевале Караш» (1968), «Поклонись огню» (1971), «Солдатёнок» (1972), «Красное яблоко» (1975), «Ранние журавли» (1979). Первым ее фильмом был фильм «Салтанат», а последним - «Плач перелётной птицы» (1991), в котором она сыграла роль матери. Это была ее последняя работа в кыргызском кино, но свою деятельность в театре она продолжила.
Сабира Кумушалиева ушла на 90-м году жизни, 15 сентября 2007 в городе Бишкек, а похоронена на Ала-Арчинском кладбище.

### Семья
Муж — актёр, народный артист СССР Муратбек Рыскулов, с которым они познакомились в театре. Вместе они вырастили четверых детей: Асылкуль, Нуржамал, Искен и Бактыбек.

### Фильмография
- Плач перелетной птицы (1990) – Бексаат
- Прикосновение (1989)
- Кербез. Неистовый беглец (1989) - Курманджан-датка
- Заговор (1989) – Лиза
- Восхождение на Фудзияму (1988) – Айша-Апа
- Человек-олень... (1985) - тётя Актана
- Лестница в доме с лифтом  (1984)
- Волчья яма (1983)
- Тринадцатый внук (1982)
- Солёная река детства (1982) - Кулаш
- Ранние журавли (1979) — старуха
- Среди людей (1978) - Сайкал
- Каныбек (1978) – Супахан
- Весенняя радуга (1976)
- Красное яблоко (1975) — сторожиха
- Белый пароход (1975)
- Улица (1972)
- Сюда прилетают лебеди (1972) – Чон-апа
- Солдатёнок (1972) - бабушка Авалбека
- Поклонись огню (1971) - Бубукан
- Джамиля (1968)
- Выстрел на перевале Караш (1968)
- Небо нашего детства (1966)
- Джура (1964)
- Токтогул (1959) – жена Чоке
- Легенда о ледяном сердце (1957) – мать Назиры
- Салтанат (1955) - эпизод

## Память
- В 2008 году была выпущена почтовая марка Кыргызстана, посвящённая Кумушалиевой.
- Одна из улиц жилого массива столицы названа ее именем
- Выпущена почтовая марка Кыргызстана в честь Сабиры Кумушалиевой

## Награды и звания
- Герой Кыргызской Республики (2000)
- Медаль «Данк» (04.02.1997)[4]
- Орден Дружбы народов (10.10.1990)
- Орден «Знак Почёта» (01.11.1958)
- Народная артистка Киргизской ССР (1967)
- Памятная золотая медаль «Манас-1000» (15.08.1995)[5]
- Международная премия «Курманджан Датка»[6]
- Международная премия «Кутман эне»[6]
- Орден «Ак-Шумкар»[6]
- Диплом XII Всесоюзного кинофестиваля в городе Ашхабад (1979)[6]